# Machmud von Astrachan
Khan Mäxmüd von Astrachan (* ?; † 1470er Jahre) war einer der Söhne des Kuchuk Muhammed und ein Dschingiside, der in den 1460ern das Khanat Astrachan gegründet hat.
Nach Jahren des Kampfes um den Thron der Goldenen Horde gegen seinen Bruder Akhmat Khan floh er nach Xacitarxan nahe dem heutigen Astrachan und baute dort ein unabhängiges Khanat auf. Er konnte friedliche Beziehungen zu seinen mächtigen Nachbarn, der Nogaier-Horde und dem Khanat der Goldenen Horde halten und prägte sein eigenes Geld.
Ein Brief an den Osmanischen Sultan Mehmed II., abgesendet am 10. April 1466, ist ein Beispiel diplomatischer Schreiben der Kiptschak-tatarischen Sprache des 15. Jahrhunderts. In diesem geht es um eine Erneuerung der diplomatischen Beziehung zwischen Astrachan und Istanbul sowie die Entsendung von Botschaftern.
| Personendaten    | Personendaten                        |
| ---------------- | ------------------------------------ |
| NAME             | Machmud von Astrachan                |
| ALTERNATIVNAMEN  | Mäxmüd von Astrachan                 |
| KURZBESCHREIBUNG | Gründer des Khanats von Astrachan    |
| GEBURTSDATUM     | 14. Jahrhundert oder 15. Jahrhundert |
| STERBEDATUM      | um 1475                              |